# 西汉年纪
《西汉年纪》，编年体史书，三十卷，南宋王益之撰。

## 内容
王益之精通两汉史事与制度，他认为荀悦《汉纪》及司马光《资治通鉴》二书记载汉代史事虽号详实，然于制度人事多有阙略，遂撰《西汉年纪》三十卷，记事起于汉高祖，迄于王莽之诛。王益之又作《考异》十卷，辨析史传抵牾；《鉴论》若干卷，评论历史得失。
《西汉年纪》原书已佚，清修《四库全书》，馆臣从《永乐大典》中辑出此书，复厘为三十卷，所记史事终于汉平帝，内文多有不全，《考异》则从旧本附于各条之下。惜其论史之《鉴论》已不可见矣。四库馆臣指出，《西汉年纪》据班、马之书及荀悦《汉纪》，又旁取《楚汉春秋》、《说苑》诸书，广征博引，排比成书，内容上较《通鉴》更为详密，考证之精审亦为《通鉴考异》所不及。

## 版本
《西汉年纪》于南宋嘉定辛巳（1221年）锓版于夔漕治所。今有中华书局王根林点校本。